# Klaus Knizia
Klaus Knizia (* 18. Juni 1927 in Herne; † 7. April 2012 in Herdecke) war ein deutscher Ingenieur, Vorstandsvorsitzender der Vereinigten Elektrizitätswerke Westfalen AG (VEW) in Dortmund und emeritierter Honorarprofessor der Technischen Universität Dortmund für die Fächer Energietechnik und Energiewirtschaft.

## Leben
Knizia studierte von 1948 bis 1953 Maschinenbau an der Technischen Hochschule Karlsruhe und trat anschließend in die Kraftwerksplanungsabteilung der VEW AG ein. Aus der Beschäftigung mit der Planung und dem Bau von Kohlekraftwerken promovierte er 1959 ebenfalls an der TH Karlsruhe mit dem Thema Die Ermittlung des optimalen Wirkungsgrades von Hochdruck-Hochtemperatur-Dampfkraftprozessen. 1963 wechselte Knizia zur Herstellerseite und wurde technischer Geschäftsführer der L. & C. Steinmüller in Gummersbach. 1969 wechselte Knizia in den Vorstand der VEW AG und übernahm das Ressort Kraftwerksplanung und -bau, Kraftwerksbetrieb und Brennstoffbeschaffung. 1975 wurde Knizia zum Vorstandsvorsitzenden der VEW AG gewählt und übte das Amt bis Ende 1992 aus.
Neben der Verbesserung der Wirtschaftlichkeit und der Wirkungsgrade von kohle- und gasgefeuerten Wärmekraftwerken galt sein Interesse der Kernenergie, besonders dem Hochtemperaturreaktor THTR-300 nach Rudolf Schulten. Sein Engagement für den THTR-300 sah Knizia darin begründet, neben wirtschaftlicher und umweltfreundlicher Stromerzeugung auch Hochtemperaturwärme für die Kohleveredlung und die Chemie verfügbar machen zu können. Vor dem Hintergrund des unbefriedigenden THTR-300-Betriebs drängte Knizia 1989 aber auf dessen frühzeitige Stilllegung.
Knizia war unter anderem als Präsident des Nationalen Komitees des Weltenergierates mitverantwortlich für die Weltenergiekonferenz in München im Jahr 1980. Er war Mitglied der Enquête-Kommission des Deutschen Bundestages „Zukünftige Kernenergiepolitik“ und über mehrere Jahre Vorsitzender des Vorstandes der VGB – Technische Vereinigung der Großkraftwerksbetreiber e. V. Knizia war Mitglied der Nordrhein-Westfälischen Akademie der Wissenschaften und der Künste und der Deutschen Akademie für Technikwissenschaften (acatech).
Knizia war Ehrendoktor des Karlsruher Instituts für Technologie und Träger des Otto-Hahn-Preises der Stadt Frankfurt. 1954 wurde er Mitglied der Burschenschaft Germania Saarbrücken. Von 1992 bis 1994 gehörte er als Vorsitzender des Wissenschaftlichen Beirates dem Präsidium des Vereins Deutscher Ingenieure (VDI) an.

## Werke
- Schöpferische Zerstörung= zerstörte Schöpfung? : die Industriegesellschaft und die Diskussion der Energiefrage. Westdt. Verlag, Opladen, Wiesbaden 1998, ISBN 3-531-08433-X.
- Kreativität, Energie und Entropie : Gedanken gegen den Zeitgeist. Econ, Düsseldorf, Wien 1992, ISBN 3-430-15496-0.
- Energieversorgung im Spannungsfeld zwischen Utopie und Realität. Westdt. Verlag, Opladen 1988, ISBN 3-531-08363-5.
- Das Gesetz des Geschehens : Gedanken zur Energiefrage. Econ, Düsseldorf, Wien 1987, ISBN 3-430-15495-2.
- Energie, Ordnung, Menschlichkeit. Econ, Düsseldorf, Wien 1981, ISBN 3-430-15817-6.
- Die Thermodynamik des Dampfkraftprozesses. Band 1 des mehrteiligen Werkes von Ludwig Musil (Hrsg.): Die Gesamtplanung von Dampfkraftwerken. Springer, Berlin 1966
- Der THTR-300 – Eine vertane Chance?. atw-Internationale Zeitschrift für Kernenergie, 47. Jg. (2002) Heft 2-Februar
- Überlegung zur Weiterführung der Hochtemperatur-Reaktorlinie aus der Sicht der VEW. Vortrag am 13. November 1981 im Ministerium für Wirtschaft, Mittelstand und Verkehr des Landes Nordrhein-Westfalen in Düsseldorf. In: Karl-Peter Ellerbrock (Hrsg.): Westfälische Wirtschaftsgeschichte. Quellen zur Wirtschaft, Gesellschaft und Technik vom 18. bis zum 20. Jahrhundert. Aschendorff Verlag, Münster 2017, ISBN 978-3-402-13171-8, S. 692–693.